# Cournillens

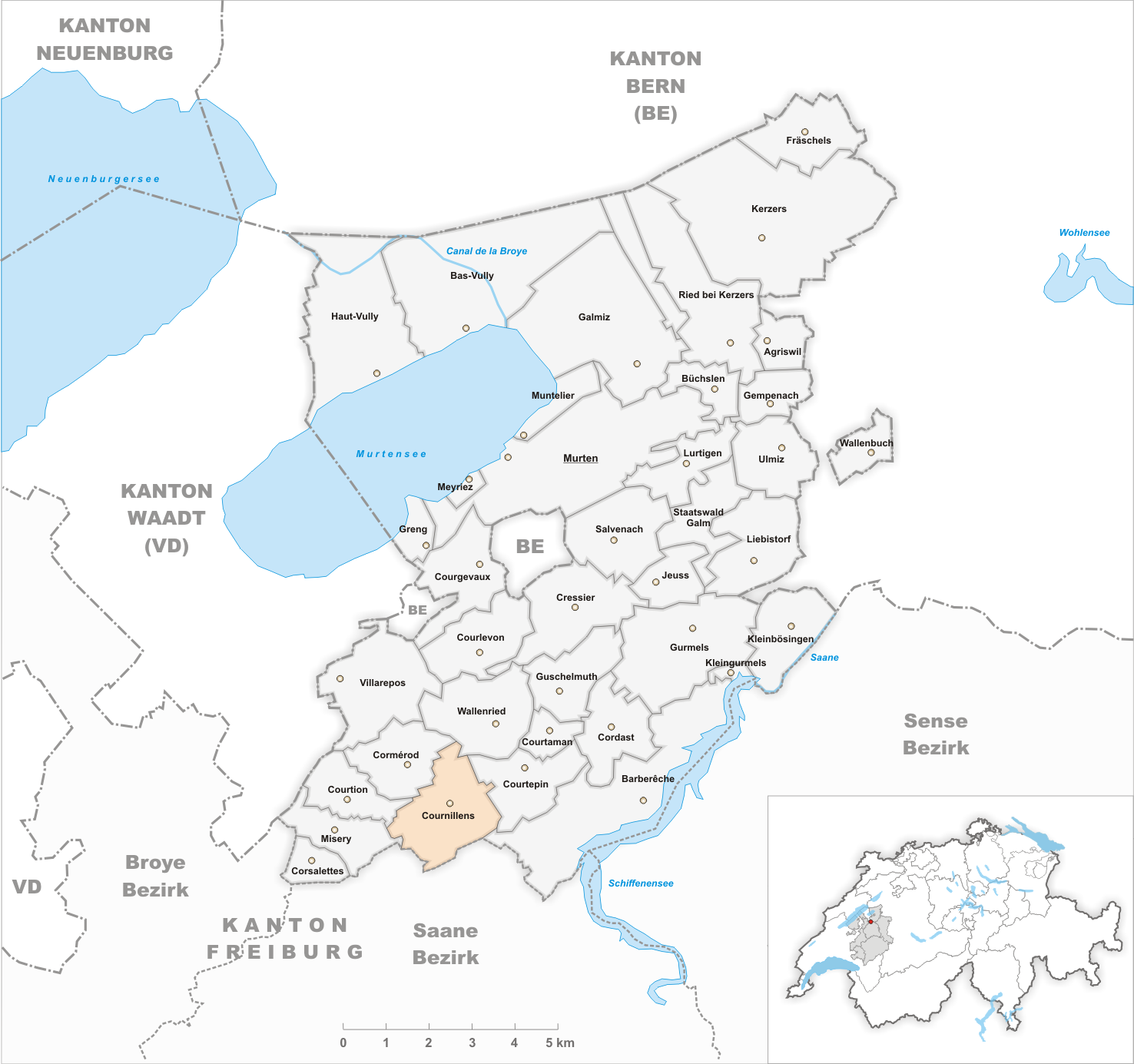
Gemeindestand vor der Fusion am 1. Januar 1997

Cournillens (Freiburger Patois Kornilyinⓘ) ist eine Ortschaft und früher selbständige politische Gemeinde im Seebezirk (französisch: District du Lac) des Kantons Freiburg in der Schweiz. Der frühere deutsche Ortsname Kurlin wird heute kaum mehr verwendet. Am 1. Januar 1997 fusionierte Cournillens mit Cormérod, Courtion und Misery zur neuen Gemeinde Misery-Courtion.

## Geographie
Cournillens liegt auf 575 m ü. M., sieben Kilometer nordwestlich der Kantonshauptstadt Freiburg (Luftlinie). Das Strassendorf erstreckt sich auf dem Molasseplateau zwischen der Broyeebene und dem Saanetal, im nördlichen Freiburger Mittelland. Die ehemalige Gemeindefläche betrug rund 4,1 km². Das Gebiet umfasste das leicht gewellte Plateau, das nach Osten zur Saane entwässert wird. Im Süden reichte es in die Waldgebiete Bois de Cudré und Bois de la Corbaz (bis 670 m ü. M.), im Osten in den Bois de l'Hôpital.

## Bevölkerung
Mit 264 Einwohnern (1990) zählte Cournillens vor der Fusion zu den kleinen Gemeinden des Kantons Freiburg. Im Jahr 1850 hatte die Gemeinde 251 Einwohner, 1900 321 Einwohner. Zu Cournillens gehören einige Hofsiedlungen und Einzelhöfe. Das Dorf ist überwiegend französischsprachig.
Einwohnerzahlen: Volkszählungsdaten

## Wirtschaft
Cournillens war bis Mitte des 20. Jahrhunderts ein vorwiegend durch die Landwirtschaft geprägtes Dorf. Noch heute haben der Ackerbau, der Obstbau und die Viehzucht einen wichtigen Stellenwert in der Erwerbsstruktur der Bevölkerung. Weitere Arbeitsplätze sind im lokalen Kleingewerbe und im Dienstleistungssektor vorhanden, unter anderem in einem Betrieb der Holzverarbeitung. In den letzten Jahrzehnten hat sich das Dorf auch zu einer Wohngemeinde entwickelt. Viele Erwerbstätige sind deshalb Wegpendler, die hauptsächlich in den Regionen Freiburg und Murten arbeiten.

## Verkehr
Das Dorf liegt abseits der grösseren Durchgangsstrassen an einer Verbindungsstrasse von Misery nach Courtepin. Durch die Buslinie der Transports publics Fribourgeois, die von Freiburg über Cournillens nach Courtepin führt, ist das Dorf an das Netz des öffentlichen Verkehrs angebunden.

## Geschichte
Die erste urkundliche Erwähnung des Ortes erfolgte bereits um das Jahr 1000 unter dem Namen Corlingino. Später erschienen die Bezeichnungen Curlinin (1228), Curnillin (1252), Cornilins (1312), Curnellin (1340), Curnilliens (1369) und noch 1906 Curnillens. Der Ortsname ist vermutlich vom gallorömischen Geschlechtsnamen Cornelius abgeleitet.
Auf dem Gebiet von Cournillens hatten im Mittelalter verschiedene Herren Grundbesitz, darunter das Kloster Hauterive und das Burgerspital von Freiburg. Im Rahmen der Auseinandersetzungen im Laupenkrieg wurde Cournillens 1339 von den Bernern verwüstet. 1442 kam das Dorf unter die Herrschaft von Freiburg und war fortan Teil der Alten Landschaft (Spitalpanner). Nach dem Zusammenbruch des Ancien Régime (1798) gehörte Cournillens während der Helvetik zum damals freiburgischen Bezirk Avenches und ab 1803 zum Distrikt Freiburg, bevor es 1848 mit der neuen Kantonsverfassung in den Seebezirk eingegliedert wurde.
Im Jahr 1996 entschieden sich die Bewohner der Gemeinden Cournillens, Misery, Courtion und Cormérod für eine Fusion. Dadurch kam es mit Wirkung auf den 1. Januar 1997 zu einer der ersten grösseren Gemeindefusionen im Kanton Freiburg. Die neue Gemeinde erhielt den Doppelnamen Misery-Courtion.

## Sehenswürdigkeiten
Die Kapelle Saint-Léger geht wahrscheinlich auf das frühe 11. Jahrhundert zurück. Sie besitzt einen Spitztonnenchor aus dem 12. oder 13. Jahrhundert nach Art der zisterziensischen Gotteshäuser und entwickelte sich ab dem 15. Jahrhundert zu einem bekannten Wallfahrtsort mit einer Einsiedelei. Die Glasfenster sind ein Werk des französischen Malers Jean Bertholle. Die letzte Renovation fand in den Jahren 1975 bis 1977 statt.